# Girolamo Scaglia
Girolamo Scaglia (Lucca, 1620 – Lucca, 1686) è stato un pittore italiano del periodo barocco.

## Biografia

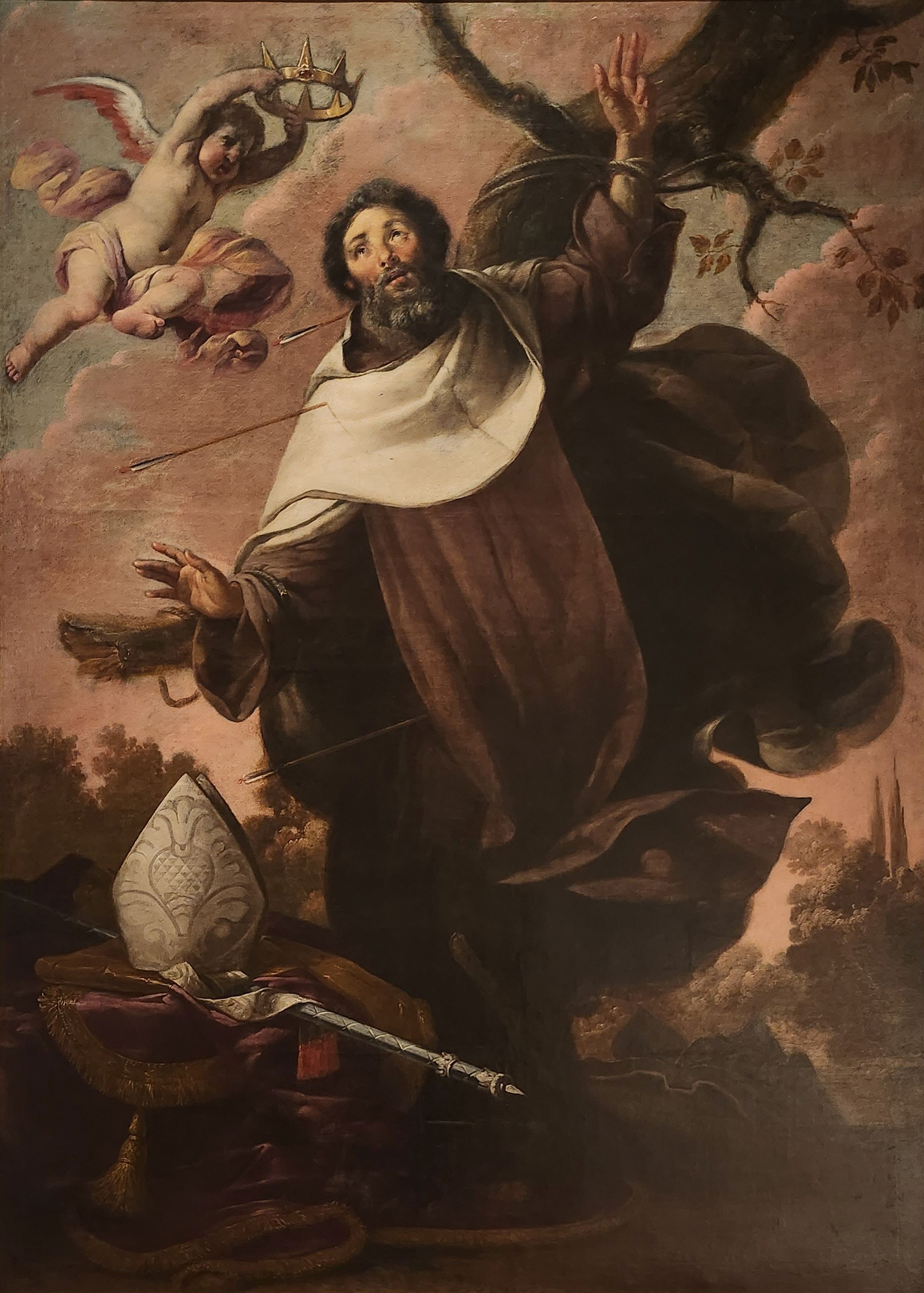
San Pier Toma (1661) - Museo Nazionale di Villa Guinigi, Lucca

Dotato di ricca inventiva e dedito alla trattazione dei generi tematici più diversi, fu allievo - con Francesco, Cassiano e Simone del Tintore - del pittore lucchese Pietro Paolini, con il quale lavorò per circa quaranta anni. Frequentò Paolo Biancucci, altro importante pittore del Seicento lucchese, oltre ad avere contatti con la pittura emiliano-bolognese e con quella fiorentina. Secondo alcuni studiosi, certi particolari decorativi presenti nei suoi quadri avvalorano l'ipotesi di un'attività di progettista nel settore orafo.

## Stile
Nell'ambito dei pittori lucchesi del periodo barocco, Scaglia si distingue per il peculiare tratto morbido e per la versatilità interpretativa con cui traduce sulla tela le passioni letterarie e mitologiche del mondo intellettuale seicentesco: opere di argomento sacro, ma anche originali personificazioni allegoriche e paesaggi di genere accurati e briosi. Da notare la raffigurazione nei suoi quadri di bassorilievi, busti e ornamenti presenti nella casa dell'artista, «splendidamente doviziosa». La complessiva produzione pittorica testimonia assai bene, oltre all'eclettismo, l'ammirevole talento nelle nature morte, soventi presenti nei dipinti.
Un tempo considerato solamente come marginale allievo del maestro Pietro Paolini, l'artista sta conquistando un'autonoma, progressiva crescita di fortuna critica.

## Galleria di opere

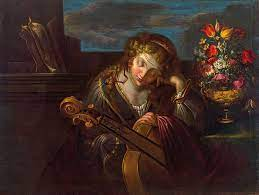
Allegoria della musica, proprietà privata Fondazione Cassa di Risparmio di Lucca
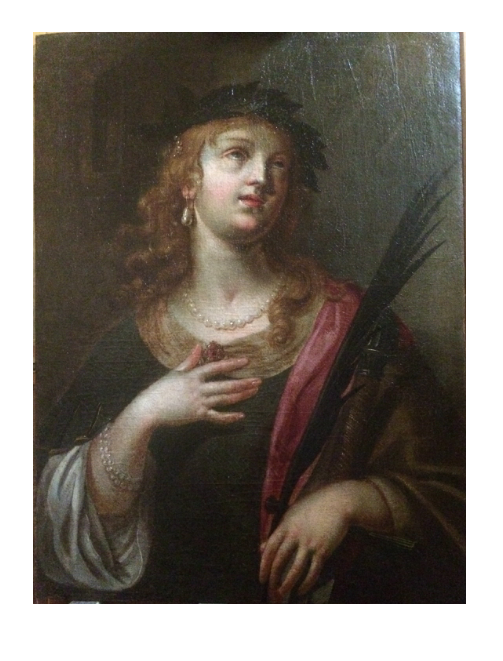
Santa Caterina d'Alessandria (1640)
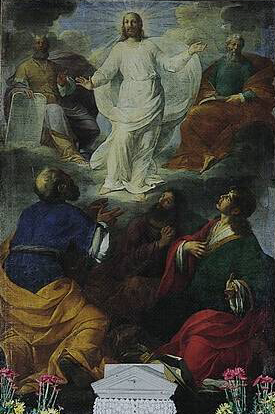
Trasfigurazione di Cristo sul monte Tabor
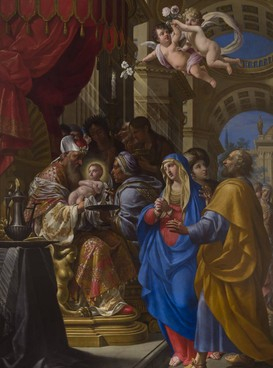
Presentazione di Gesù al tempio, Chiesa di Santa Caterina d'Alessandria, Pisa
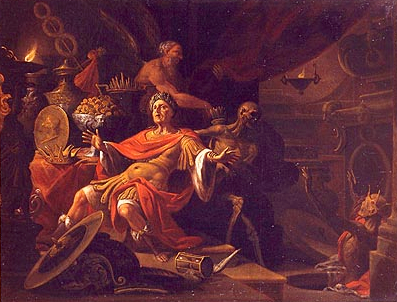
La caducità della vita e del potere terreno, proprietà privata Fondazione Cassa di Risparmio di Lucca
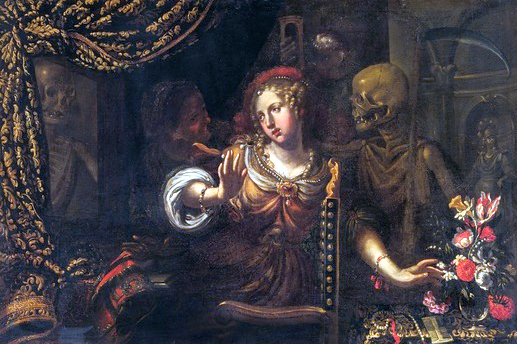
Vanitas
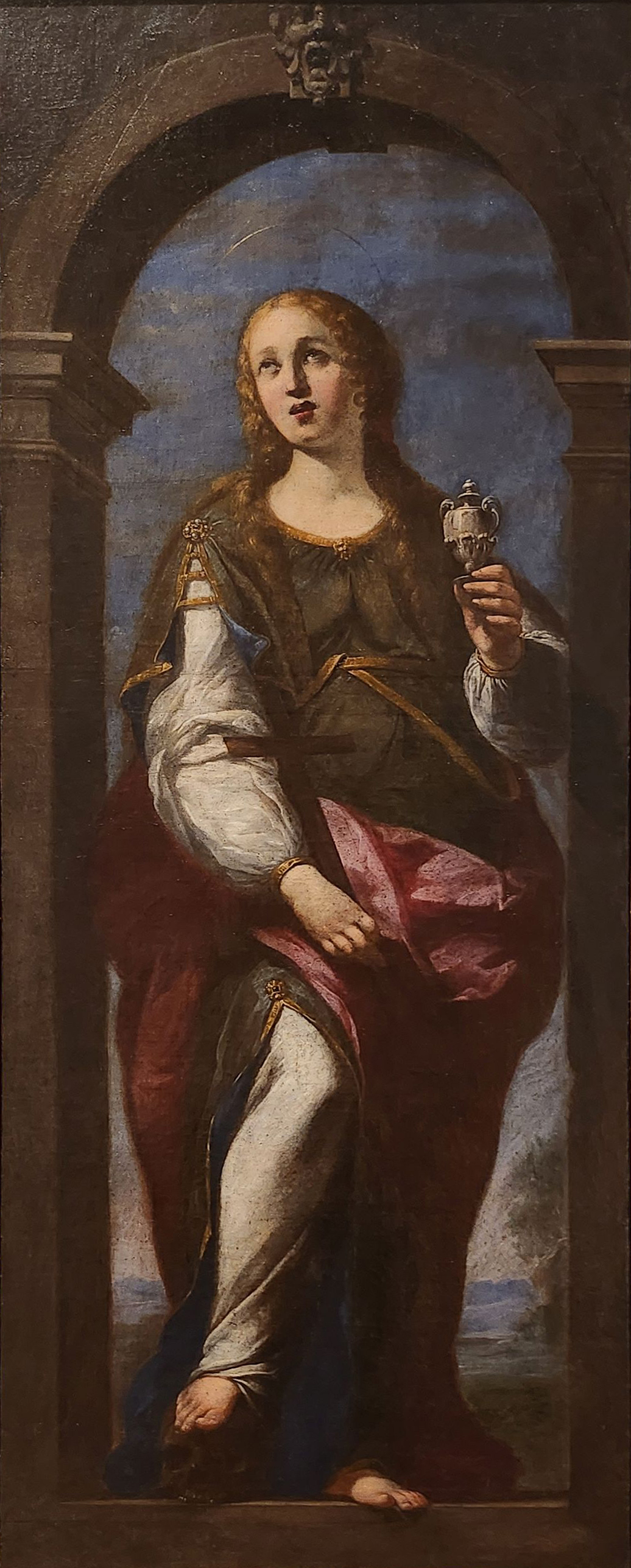
Maria Maddalena (1648), Museo Nazionale di Villa Guinigi, Lucca
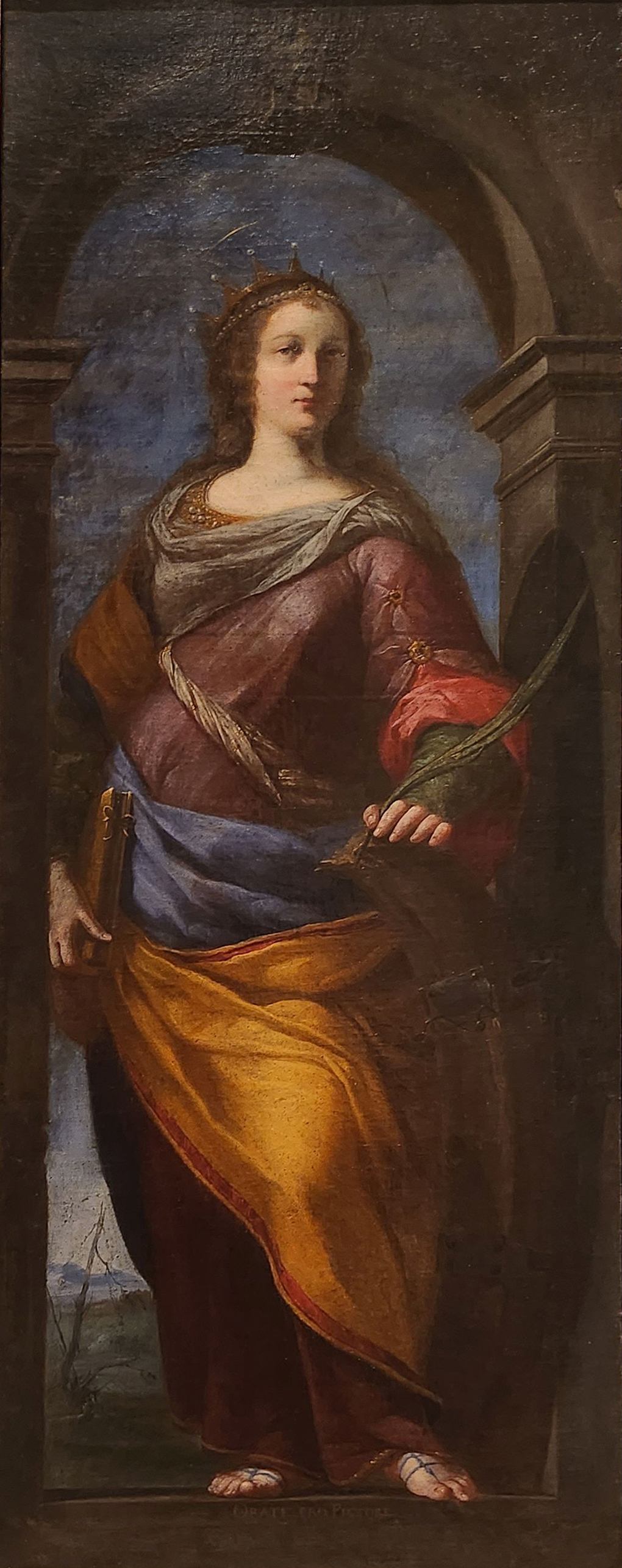
Santa Caterina d'Alessandria (1648), Museo Nazionale di Villa Guinigi, Lucca